# Amphixystis leucorrhoa
Amphixystis leucorrhoa är en fjärilsart som beskrevs av Edward Meyrick 1915. Amphixystis leucorrhoa ingår i släktet Amphixystis och familjen äkta malar.
Artens utbredningsområde är Sarawak. Inga underarter finns listade i Catalogue of Life.